# Franciszek Sapalski
Franciszek Wincenty Sapalski herbu Syrokomla (ur. 1 kwietnia 1791 w Warszawie, zm. 2 kwietnia 1838 w Krakowie) – polski matematyk, wykładowca Uniwersytetu Jagiellońskiego, absolwent Liceum Krzemienieckiego, żołnierz kampanii napoleońskich 1809 i 1812–1813, członek korespondent Towarzystwa Królewskiego Przyjaciół Nauk w Warszawie w 1829 roku.

## Życiorys
W latach 1810–1811 uczeń Warszawskiej Szkoły Artylerii i Inżynierii. Od 1816 wykładowca Katedry Geometrii Wykreślnej w Szkole Głównej Krakowskiej. W 1817 został mu przyznany tytuł doktora nauk wyzwolonych. W 1823 pełnił funkcję dziekana Wydziału Matematyczno-Fizycznego. Od 1825 zasiadał w Senacie Rządzącym Wolnego Miasta Krakowa.. Był członkiem Komitetu Budowy Kopca Kościuszki, Towarzystwa Dobroczynności, Towarzystwa Warszawskiego Przyjaciół Nauk. Działał w Gwardii Miejskiej w trakcie powstania listopadowego za co został aresztowany przez Austriaków i zmuszony w 1833 do przejścia w stan spoczynku. Pochowany na cmentarzu Rakowickim w pasie Ad (grób dziś nie istnieje). epitafium z czarnego marmuru dębnickiego znajduje się w akademickim kościele św. Anny.

## Publikacje
- Rozprawa o teorii stereometrii czyli geometrii wykreślnej (1818)
- Geometria wykreślna- podręcznik akademicki (1822)[5]